# Airliners.net
Airliners.net (A.net) is een zeer grote luchtvaartgerelateerde website. De site werd in 1994 opgericht als Pictures of modern Airliners, in 1997 werd de naam gewijzigd in het huidige Airliners.net. De site is de grootste site op het gebied van luchtvaartfotografie. Hij bevat een grote bibliotheek met meer dan een miljoen foto's van vliegtuigen en luchthavens. Een selectiecommissie beoordeelt de foto's en bepaalt of ze aan de eisen voldoen om in de bibliotheek te mogen worden opgenomen.

## Inhoud
Naast deze foto's beschikt de site ook over een forum waar in luchtvaartgerelateerde informatie terug te vinden is. Dit forum is meer dan 20 jaar oud en bevat dus ook informatie over onderwerpen die niet meer actueel zijn.
Ook beschikt de site over een database met informatie over honderden vliegtuigtypen en een dagelijkse nieuwsbrief waarvoor leden van de site zich kunnen aanmelden. Deze informatie is gebaseerd op het boek The International Directory of Civil Aircraft van Gerard Frawly maar wordt regelmatig aangevuld om actueel te blijven. Ook verkoopt de site tickets voor honderden luchtvaartmaatschappijen wereldwijd; daarnaast kunnen via de site hotelovernachtingen worden geboekt.

## Zustersites
Airliners.net heeft ook zusterwebsites. Ten eerste is er MyAviation.net, een website voor vliegtuigfoto's die alle ingestuurde foto's accepteert, in tegenstelling tot Airliners.net. Daarnaast is er FlightLevel350.com, een site met luchtvaartvideos in plaats van foto's. Ook beheert Airliners.net de websites Cardatabase.net en Modified Airliner Photos, die respectievelijk foto's van auto's en bewerkte afbeeldingen van vliegtuigen in hun databases hebben.

## Ledenactiviteiten
De leden organiseren regelmatig de zogenaamde A.net-meetings, bijeenkomsten waarbij zowel fotografen als leden van het forum samenkomen. De afgelopen jaren hebben meetings plaatsgevonden op de luchthavens van Amsterdam, Manchester, Barcelona, Madrid, Zürich en Toronto. Naast deze hoofdzakelijk luchtvaartgerelateerde bijeenkomsten zijn er ook bijeenkomsten op speciale locaties, bijvoorbeeld om van het landschap te genieten, en stiekem een beetje vanwege de speciale luchtvaartmaatschappijen waarmee gevlogen moet worden om op de bestemming te komen. Deze zijn de laatste jaren bijvoorbeeld gehouden in Longyearbyen op Spitsbergen en in Reykjavik. De volgende zal plaatsvinden in Tsjernobyl.

## Trivia
- Op 28 januari 2009 stortte het vliegtuig van Paulo Emanuele neer. Hij overleefde het ongeluk niet. Paulo Emanuele werd general manager van Airliners.net toen de site in 2007 door oprichter Johan Lundgren werd verkocht aan Demand Media (nu Leaf Group).